# Ökumenisches Pfingsttreffen

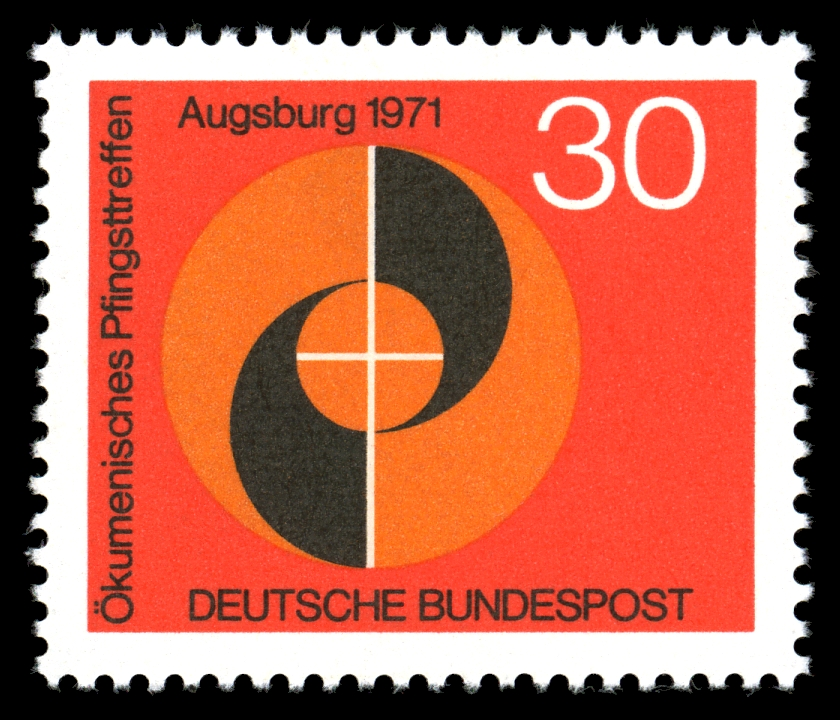
Sonderbriefmarke der Deutschen Bundespost mit dem Logo des Treffens

Das Ökumenische Pfingsttreffen vom 3. bis 5. Juni 1971 in Augsburg gilt als erster gemeinsamer Kirchentag von evangelischen und römisch-katholischen Christen und als Vorläufer des Ökumenischen Kirchentags.

## Ablauf
Das Pfingsttreffen fand auf Einladung des Präsidiums des Deutschen Evangelischen Kirchentags und des Zentralkomitees der deutschen Katholiken unter der Losung „Nehmet einander an, wie Christus uns angenommen hat“ (Röm 15,7 ) statt. Es stand unter der gemeinsamen Präsidentschaft des Präsidenten des Zentralkomitees der deutschen Katholiken Albrecht Beckel und der Präsidentin des Deutschen Evangelischen Kirchentages Gertrud Osterloh.
Am Ökumenischen Pfingsttreffen nahmen insgesamt 8270 Dauerteilnehmer teil. Die Gottesdienste am Eröffnungsabend fanden in 20 Kirchen und im Rathaus statt, sie wurden von rund 20.000 Menschen besucht.
An der im Rosenaustadion stattgefundenen Schlussversammlung nahmen etwa 18.000 Menschen teil. In ihr predigten Willem Adolf Visser ’t Hooft, der Ehrenpräsident des Ökumenischen Rates der Kirchen, Julius Kardinal Döpfner, der Vorsitzende der Deutschen Bischofskonferenz sowie Hermann Dietzfelbinger als Ratsvorsitzender der Evangelischen Kirche in Deutschland gemeinsam.

## Zustandekommen
Am 17. Oktober 1968 beschlossen der Deutsche Evangelische Kirchentag und das Zentralkomitee der deutschen Katholiken, eine gemeinsame Veranstaltung abzuhalten. Als Tagungsort war zunächst Frankfurt am Main vorgesehen, 1970 entschied man sich jedoch für Augsburg als Austragungsort.